# Demokratische Partei Kurdistans-Türkei
Die Demokratische Partei Kurdistans – Türkei (Kurmandschi: Partiya Demokrat a Kurdistan-Tirkiye, auch: KDP-Bakur) wurde 1965 von Faik Bucak, einem Anwalt aus Urfa, und Sait Elçi, einem Buchhalter aus Diyarbakır, gegründet. Sie war als erklärt kurdische Partei in der Türkei automatisch illegal und betätigte sich ausschließlich konspirativ. Ihr Ziel war zunächst eine weitreichende Autonomie der von Kurden bewohnten Gebiete in der Türkei. Ihre Mitglieder rekrutierten sich überwiegend aus gebildeten Dörflern und aus dem städtischen Kleinbürgertum. Sie unterhielt enge Beziehungen zur PDK-Irak unter Führung Mustafa Barzanis.
1969 spaltete sich ein Flügel unter Sait Kırmızıtoprak (Deckname: Dr.Şivan) ab, der sich weiter links orientierte und die völlige Unabhängigkeit Kurdistans anstrebte. Aus diesem Flügel gingen die „Revolutionären Kulturvereinigungen des Ostens“ (türkisch: Devrimci Doğu Kültür Ocaklar) hervor, die als reine Kulturvereinigung legal waren. Ihr illegaler Zweig nannte sich seit 1975 Partiya Karkeren Kurdistan (dt.: Arbeiterpartei Kurdistans), aus ihm ging durch eine Abspaltung unter Führung Abdullah Öcalans die heutige PKK hervor.
Sait Elçi kam 1970 in Irakisch-Kurdistan unter ungeklärten Umständen ums Leben, Sait Kırmızıtoprak wurde 1972 beschuldigt, ihn ermordet zu haben, von einem irakisch-kurdischen Gericht zum Tode verurteilt und erhängt.
1977 spalteten sich die „Partisanen der Nationalen Befreiung Kurdistans“ (Rizgarvanen Neteweyên Kurdistan (kurmand.) oder Kurdistan Ulusal Kurtuluşçulari (türk.)) ab, denen die Mutterpartei zu konservativ und zu eng mit der Familie Barzani verbunden war. Sie waren neben der PKK die einzige Gruppe, die in der Türkei kleine Gruppen bewaffneter Kämpfer unterhielt, hauptsächlich im Gebiet Mardin. Sie wurden trotz politischer Differenzen von der PDK-Irak unterstützt und waren bis Mitte der 1980er Jahre aktiv.

## Weblink
- Webpräsenz der KDP-Bakur